# SN 2004ap
SN 2004ap – supernowa typu Ia odkryta 8 marca 2004 roku w galaktyce PGC0029306. W momencie odkrycia miała maksymalną jasność 16,50m.